# Гарад – Утманія – Беррі
Гарад – Утманія – Беррі – трубопровідний коридор на сході Саудівської Аравії, який подає природний газ до головного центру нафтохімічної промисловості у Джубайлі.
В 1980 – 1981 роках стали до ладу газопереробні заводи Шедгам та Утманія, видачу товарного газу з яких організували через трубопровід UBTG-1 (Uthmaniyah Berri Trunkline Gas-1). Він має довжину 247 км, виконаний в діаметрі 900 мм та прямує до газопровідного хабу Беррі поблизу від Джубайля.
Наприкінці 1990-х в Саудівській Аравії узялись за реалізацію масштабного проекту зі збільшення видобутку природного газу шляхом залучення в розробку родовищ Гавія та Гарад, що були виявлені під південними секторами найбільшого в світі нафтового родовища Гавар. При цьому до Утманії вивели два трубопроводи для транспортування товарного газу:
– в 1999-му HUG-1 (Hawiyah Uthmaniyah Gas-1) довжиною 56 км та діаметром 1400 мм від ГПЗ Гавія;
– в 2003-му HDUG-1 (Haradh Uthmaniyah Gas-1) довжиною 140 км та діаметром 1000 мм від ГПЗ Гарад.
Для транспортування додаткових обсягів блакитного палива далі на північ від Утманії в 1997 – 2001 роках проклали ще три нитки – UBTG-2 довжиною 56 км та діаметром 1000 мм, UBTG-3 довжиною 249 км з діаметром 1400 мм та UBTG-4 довжиною 56 км з діаметром 1200 мм. При цьому UBTG-2 та UBTG-4 доходили лише до району ГПЗ Шедгам, від якого у 2000 році почалась подача ресурсу до системи Шедгам – Ер-Ріяд.
Крім того, не пізніше другої половини 2000-х на транспортування газу перевели трубопровід Утманія – Джуайма довжиною 205 км та діаметром 700 мм, який первісно спорудили для перекачування зріджених вуглеводневих газів.
Починаючи з 2008-го ресурс ГПЗ Гарад та ГПЗ Гавія спершу проходить через установку вилучення зріджених вуглеводневих газів (ЗВГ) в Гавії, для чого проклали три перемички:
– дві довжиною по 25 км з діаметром 1200 мм між трубопроводом HDUG-1 та заводом ЗВГ в Гавії;
- одну довжиною 1 км та діаметром 1400 мм між заводом ЗВГ в Гавії та лінією HUG-1.
На початку 2010-х нитку UBTG-4 подовжили в збільшеному до 1400 мм діаметрі на 192 км, після чого вона також досягнула газопровідного вузла Беррі.
Нарешті, наприкінці 2010-х узялись за проект спорудження другої нитки HUG-2 між Гавією та Утманією довжиною 56 км з діаметром 1400 мм. З її урахуванням в газотранспортному коридорі буде:
- одна нитка (1000 мм) між Гарадом та Гавією;
- три нитки (одна 1000 мм та дві по 1400 мм) між Гавією та Утманією;
- п’ять ниток (по одній 700 мм, 900 мм, 1000 мм, 1200 мм та 1400 мм) між Утманією та Шедгамом;
- чотири нитки (по одній 700 мм, 900 мм та дві по 1400 мм) між Шедгамом та Джуаймою;
- три нитки (одна 900 мм та дві по 1400 мм) між Джуаймою та Беррі.
У Джубайлі великими споживачами товарного газу є заводи аміаку компаній SAFCO, Al-Bayroni, Ibn Al-Baytar, заводи метанолу компаній Ibn Sina, International Methanol Company, Ar Razy, Chemanol, ТЕС Джубайль, металургійний комбінат компанії Hadeed. При цьому до Джубайлю також виведені трубопроводи товарного газу  Беррі – Джубайль, Хурсанія – Беррі (наприкінці 2000-х) та Васіт – Беррі (у другій половині 2010-х), а в середині 2020-х до них додастся Танаджиб – Беррі.
Від траси коридору беруть початок газопроводи UBTG – Ал-Хобар та UBTG – Курайя. Неподалік від траси коридору працюють ТЕС Газлан, ТЕС Джубайль компанії SWCC, ТЕС Джуайма, ТЕЦ Джуайма.